# Галаси ЗМеста
Галаси ЗМеста (блр. Галасы ЗМеста, превод: Гласови из места) је белоруски бенд, који је основан 2020. године у граду Баранавичи.

## Историја
Чланови бенда су дуго свирали заједно, али као Галаси ЗМеста, свирају од 2020. године током белоруских протеста 2020–2021. године. Бенд је постао познат по својим сатиричним песмама, укључујући критике белоруских опозиционих лидера Свјатлане Цихановскаје, Павла Латушка и Марије Колесникове, који су се противили режиму председника Александра Лукашенка.
Од самог почетка, бенд је планирао да пева песме о актуелним, често контроверзним темама, и да изрази популистичке погледе на белоруске догађаје из угла обичног народа у залеђу, провинцијама удаљеним од главних градова. Фронтмен бенда Бутаков рекао је да је против „радикалних и псеудореволуционарних промена” које гурају „чудни, заменљиви, бескрајни лидери”. До марта 2021. године већ су имали око 20 песама.  Група је такође имала сатиричну песму под називом „Euro Dream“ (на руском „Евромечта“) која изражава анти-ЕУ осећања. У њему је бенд исмевао "савремене европске вредности".
Дана 9. марта 2021. године, белоруски емитер БТРЦ потврдио је да ће Галаси ЗМеста представљати Белорусију на Песми Евровизије 2021. године. Такмичење је одржано у Ротердаму у Холандији. Дана 17. новембра 2020. објављено је да ће Белорусија наступити у првој половини првог полуфинала такмичења.
Галаси ЗМеста објавили су да учествују на Евровизији са песмом "Ya Nauchu Tebya" (Научићу те). Песма је изазвала изразито негативне критике. Неколико сати након објављивања, покренута је петиција којом се тражи дисквалификација Белорусије са Евровизије 2021. због стихова који су протумачени као слављење „политичког угњетавања и ропства“. Дан након објаве песме, ЕБУ је издао саопштење у којем тврди да због политичке природе песме нису испоштована правила такмичења. Емитер је накнадно добио опцију или да поново пошаље измењену верзију песме без политичких циљева или да одабере потпуно другу песму. За емитера је одређен нови рок, ако то не учини, Белорусија би могла да буде дисквалификована из такмичења.
Током продуженог рока, Галаси ЗМеста је представио алтернативну песму „Pesnyu pro zaytsa“ (Песма о зечевима). Иако је укључивао референце у форми бајке о лаковерном зецу којег поједе лисица, и уопштено говорећи о разним домаћим животињама, од којих свака „има само један сан – да заврши на столу пре других“, ове текстови су сматрани политичким референцама на белоруску опозицију. Замерке су летеле и због наводне употребе хомофобичног језика. Зека је хомофобична увреда која се понекад користи против геј мушкараца у Белорусији. Фронтмен Галаси ЗМеста Дмитриј Бутаков рекао је да су чланови бенда „потпуно аполитични“ и да су њихови текстови само иронични. Песма је поново наишла на критику с обзиром на то да су ове референце на зечеве и лисице биле и референце на политички сукоб у Белорусији и даље критике политичких противника. Дана 26. марта 2021. године, ЕБУ је објавио саопштење да су две песме Галаси ЗМеста одбијене, тако да Белорусија више неће учествовати на такмичењу. Као одговор, Иван Ајзмонт, шеф БТРЦ-а, одговоран за одабир обе пријаве, осудио је дисквалификацију са Евровизије као "политички мотивисану". Он је рекао да је ЕБУ био под притиском политичара и белоруских антивладиних активиста који су водили онлајн кампању против земље.

## Дискографија

### Синглови
- 2020: "Euro Dream" (рус. Евромечта)
- 2021: "Ya nauchu tebya (Научићу те)" (рус. Я Научу Тебя)
- 2021: "Pesnyu pro zaytsa (Песма о зечевима)" (рус. Песня про зайцев)